# エワルド球

エワルドの作図法

エワルド球とは、結晶による波動（X線、電子線、中性子）の回折を、逆格子空間上で幾何学的に理解するために導入された図形のこと。

## エワルド球の書き方
1. 逆格子空間の原点Oが終点となるように、入射光の波数ベクトル{\displaystyle \mathbf {K} _{i}}を描く。
2. 入射光の波数ベクトルの始点を中心、半径を波数ベクトルの長さ（1/λ）とする円を描く。この円をエワルド球という。

## 回折条件
結晶の逆格子点が、エワルド球上にある場合に回折が起こる。このことはラウエ条件やブラッグの法則と同じ内容である。